# Denys Tremblay
 (mai 2018).
 (mai 2018).
Denys Tremblay, né le 5 février 1951 à Chicoutimi (Québec), est un artiste et cryptarque canadien. 
Transdisciplinaire, il est un des premiers penseurs du périphérisme et l'inventeur du really-made. Il vit au Saguenay et est professeur émérite à l'Université du Québec à Chicoutimi.

## Biographie

### Origines familiales
Né le 5 février 1951, il est le huitième et dernier enfant d’un père ébéniste et industriel qui a été maire de sa petite ville de Rivière-du-Moulin. Denys Tremblay poursuit une formation artistique supérieure à l’Université Laval de Québec, puis à Londres, au Goldsmith College de l’University of London, grâce à une bourse d’excellence obtenue du gouvernement québécois. Dès son retour au Canada, il devient professeur à l’Université du Québec à Chicoutimi à l’âge de 26 ans. Il fait un doctorat en arts plastiques sous la direction de Frank Popper en 1987 à Paris.

### Ses débuts créatifs
De 1973 à 1979, il crée des premiers environnements autonomes. Ces « environnements » font partie de la mouvance émancipatrice des années 1970, là où l’affirmation nationaliste québécoise des années 1960 s’est terminée en contestation réprimée (Crise d’octobre 70). Certains de ces environnements, comme le Saloon funéraire ou Obsession Beach, soulèvent des remous médiatiques considérables. Des sections de ces environnements sont transformées en sculptures et font maintenant partie de collections des musées dont le Musée national des Beaux-Arts du Québec.

### Symposium International de Sculpture Environnementale de Chicoutimi
En 1980, Denys Tremblay dirige le Symposium International de Sculpture Environnementale de Chicoutimi, un événement culturel et artistique sur le site de la Pulperie qui a pour thème La Sculpture: lieu autonome ou intégration à un lieu. L'événement appelle les artistes à l'éclatement des frontières traditionnelles de la sculpture et à repenser la relation avec l'espace environnant et/ou avec le spectateur. La programmation comprend des activités aussi diversifiés qu'un festival de performance, des stages et ateliers expérimentaux, un programme d'animation culturelle ouvert au public et un colloque interrogeant les problématiques de la sculpture environnementale avec la participation d’invités internationaux composés d’artistes, de critiques, d’historiens et de théoriciens de l’art. Ce symposium revêt une importance historique puisqu'il considéré, a posteriori, comme "l'événement fondateur" de l'art en région par la sociologue Andrée Fortin et est qualifié de «mise en scène, à l’échelle d’une région, d’œuvres environnementales de manière à produire une méta-œuvre» par le l'historien de l'art Yves Robillard. Cet événement deviendra un moment fondateur pour l'artiste Denys Tremblay qui lui permet d'affirmer son appartenance à l'identité périphérique, concept fondateur dans sa pratique artistique, et d'amorcer les prémices de la création du really-made, une œuvre d'art en transaction continue entre l’art et la réalité.

### L'Illustre Inconnu - les origines du really-made
De 1983 à 1997, Denys Tremblay crée un personnage diplomatique, son alter ego, nommé l'Illustre Inconnu qui effectué différentes performances politiques et protocolaires au cours de ces 14 années notamment au Centre Pompidou, en 1983, lors l'action performative de l'enterrement de Sa Majesté l'Histoire de l'art métropolitaine aussi bien que lors d'une visite officielle à l'hôtel de ville de Chicoutimi, en janvier 1985. Il s'inspire des codes de la diplomatie internationale et inverse les protocoles officiels pour promouvoir une vision périphérique de l'art et de la politique. Ces performances ont pour but d'inverser les hiérarchies, quelles soient centralismes et métropolitaines, économiques, sociales ou artistiques. Dans le cadre de l'une de ses performances, l'Illustre Inconnu a proposé même d'utiliser le système monarchique pour réaliser la souveraineté du Québec dans le cadre de la Commission gouvernementale sur l'avenir du Québec de 1995. Grâce a cet alter-ego, il réalise plusieurs really-mades au cours des décennies 1980 et 1990. 

### Coup d'état d'esprit périphérique - really-made
Suite à la performance L'Histoire de l'art est terminée qui a lieu le 15 février 1979, au Centre Pompidou, où le sociologue et artiste Hervé Fischer coupe symboliquement le cordon ombilical théorique pour déclarer la fin de l'histoire de l'art telle qu'on la connaît et proclamer l'émergence d'un art post-historique, Illustre Inconnu réalise, quelques années plus tard, une performance célébrant les funérailles de cette même Histoire. Au cours de cette cérémonie qui a lieu le 14 avril 1983, il a d'abord les restes de Sa Majesté l'Histoire de l'art métropolitaine aux services des objets trouvés du Centre Pompidou, les fait parader dans le landau funéraire périphérique devant la foule, les transporte ensuite vers la galerie Diagonale transformée en Invalables pour l'événement. De là, d'autres actions protocolaires sont performées comme une présentation des restes à la foule, une salve de déshonneur avec cinq tirs à bout portant, des chants d'adieux par la chorale fédérale du scoutisme français et la fermeture de crypte funéraire. Pour réaliser cette cérémonie, L'Illustre Inconnu est accompagné le critique d'art Pierre Restany, promu "ministère sans porte-feuille de la Culture Déviante" et du même Hervé Fischer, maintenant "son Excellence Mythanalyste". Les deux théoriciens de l'art servent ainsi de témoins pour l'inauguration de l'histoire périphérique en plein cœur de l’institution métropolitaine qu'est le Centre Pompidou. 

### La Thèse-oeuvre - really-made
Le 22 octobre 1987, L'artiste Denys Tremblay réalise un deuxième really-made lors de défense de thèse de doctorat à l'Université de Paris VIII-Vincennes. S'inspirant des travaux des artistes Robert Smithson et de Christo et Jeann-Claude, pionniers du land art, Tremblay présente sa thèse comme non seulement un ouvrage de recherche, mais aussi une sculpture comportant trois unités de mesure "la Hauteur des aspirations, la Largeur des points de vue et la Profondeur des idées" qui se mesure en "centimaîtres spirituels", soit en centième de la hauteur corporelle de l'Illustre Inconnu, le maître spirituel. Cette Thèse-oeuvre est ainsi l'incarnation d'une Unité volumérique de l'Impouvoir périphérique.L'obtention de son doctorat démontre que Denys Tremblay a réussi à convaincre son jury composé du théoricien de l'art, Frank Popper, du philosophe français, Daniel Charles et du critique d'art, Gilbert Lascault, que cette Thèse-oeuvre est à la fois un volume écrit et un volume sculptural, ce qui lui confère le double statut du really-made, objet à la fois artistique et réel. 

### Le projetSAINT-JEAN-DU-MILLÉNAIRE
En 1992, Denys Tremblay est mandaté pour réaliser un projet afin de mettre en valeur le Mont Édouard à l'Anse-Saint-Jean. Depuis quelques années, la montagne est une station de ski alpin. Dans le but de créer un lieu touristique d'importance, les membres du conseil municipal et la Société de développement de l'Anse-Saint-Jean, accompagnés par la firme Samson, Bélair, Deloitte & Touche, convient plusieurs personnes et groupes à présenter des projets permettant attirer des touristes toute l'année. La renom de Denys Tremblay en tant qu'artiste, directeur du Symposium de 1980 et professeur en arts à l'Université du Québec à Chicoutimi font de lui un candidat potentiel pour la création d'un projet signature pour le Mont Édouard, il est donc approcher pour présenter un projet au comité. En 1993, le comité sélectionne, parmi une quinzaine de dossiers, son projet d'une grande fresque environnement et végétale, effectuée sur la face opposée à la station alpine, composée à partir de coupes sélectives et de plantations de différentes espèces de feuillus et de conifères représentant le visage et la main tenue vers l'avenir du saint patron du peuple québécois, Saint Jean-Baptiste. Toujours animé par ses réflexions et ses interventions amorcés avec L'Illustre Inconnu, Denys Tremblay voit la réalisation de ce projet comme la création d'un nouveau really-made puisqu'il possède à la fois une valeur économique et touristique réelle aussi bien qu'artistique. 

### Le référendum - really-made
Les coûts estimés pour la réalisation du projet SAINT-JEAN-DU-MILLÉNAIRE sont élevés, autour d'un million de dollars, c'est le financement du projet s'étire et est retardé. En juillet 1996, le Déluge du Saguenay frappe, les inondations affectent la région du Saguenay-Lac-Saint-Jean et, particulièrement le village de l'Anse-Saint-Jean. Une cinquantaine de résidences ont été détruites et 125 personnes ont été évacuées suite au débordement de la rivière Saint-Jean. Le village a aussi été coupé du monde pendant plusieurs jours, car les routes le desservaient ont été détruites ou gravement endommagées. Suite à cet événement, la communauté se mobilise pour la reconstruction de leur village et l'enthousiasme pour le projet SAINT-JEAN-DU-MILLÉNAIRE est relancé. Pour stimuler le financement du projet, Denys Tremblay pense à une stratégie orientée sur une monarchie municipale pour attirer l'attention des médias et des investisseurs. Comme l'artiste a déjà un alter ego performatif qui joue sur la frontière de l'art et de la politique, L'Illustre Inconnu, il s'avère la personne toute désignée pour le rôle. Un référendum municipal est alors organisé le 21 janvier 1997 pour demander à la population "Voulez-vous que L'Illustre Inconnu soit proclamé ROI MUNICIPAL DE L'ANSE-SAINT-JEAN avec le mandat de promouvoir le projet SAINT-JEAN-DU-MILLÉNAIRE?". C'est avec plus de 70% des voies que L'Illustre Inconnu remporte le référendum.  

### La Monarchie de L'Anse-Saint-Jean - really made
Une fois le référendum accompli, un couronnement municipal est organisé le 24 juin 1997, date de la fête de Saint Jean-Baptiste, pour consacré L'Illustre Inconnu, roi municipal. Le couronnement, couvert par des médias venus du monde entier, est fait à l'église de la municipalité et L'Illustre Inconnu est transfiguré en Denys 1er de L'Anse et le Royaume de L'Anse Saint-Jean est créé. Cette monarchie est basée sur une succession non héréditaire et le service à la population puisque Denys 1er allégance à la population de l'Anse-Saint-Jean lors de son couronnement. Ce nouvel royaume se dote d'un drapeau royal, d'un hymne national, d'un musée royal, d'une monnaie commerciale et de noms de territoire approuvés par la Commission de toponymie du Québec. Sept bijoux de la couronne anjeannoise sont aussi financés par le Conseil des Arts du Canada et rendent de plus en plus tangible cette monarchie municipale auprès des institutions québécoises comme canadiennes. Denys 1er également reçu lors de visites officielles, notamment par le maire de la ville de Gatineau appui le projet de SAINT-JEAN-DU-MILLÉNAIRE.
Avec les années, de plus en plus de critiques de la monarchie municipale se font entendre, particulièrement pour ce qui est du projet SAINT-JEAN-DU-MILLÉNAIRE. Les dissensions quant l'octroi d'une subvention municipale pour le projet et la presse médiatique ont raison du projet de fresque environnemental aussi bien que du Royaume de L'Anse-Saint-Jean. Le 14 janvier 2000, Denys 1er abdique lors d'une cérémonie à l'Anse-Saint-Jean en présence du curé, de la mairesse de l'époque et de quelques citoyens. La monarchie municipale aura duré trois ans, elle aura été un exemple de souveraineté et la démonstration de la fusion possible entre le symbolique, le politique et l'art.

## Really-made
Ce concept artistique est inventé par Denys Tremblay, mis en place grâce à son alter ego l'Illustre Inconnu, est inspiré du ready-made attribué à l'artiste Marcel Duchamp où un objet usuel est promu au rang d'œuvre d'art par la volonté de l'artiste. Le ready-made, réalisé au début du XXe siècle, possède une grande importance historique puisqu'il jette les bases de l'art conceptuel, pratique bien présente dans les créations d'art contemporain. 
Pour Denys Tremblay, le ready-made met en lumière et questionnent les éléments fondamentaux qui permettent l'existence d'une œuvre d'art (l'œuvre, l'artiste, un public et un système) qu'il nomme, dans ses écrits, comme les quatre conditions de l'art. Tremblay veut pousser plus loin cette expérience et introduit une nouvelle condition à l'art pour enfin réunir le monde matériel et celui des idées, la réalité.
Ici, le terme ready (déjà-fait) est remplacé par really (réellement-fait). Ces œuvres possèdent donc un double statut, elles sont à la fois des créations artistiques, mais également des objets (habit, thèse, etc.) ou encore des actions (référendum, monarchie, micronation, etc.) qui ont un véritable statut dans le monde réel. Ce concept réaffirme le fait que l'art est une expérience vécue, partagée et profondément ancrée dans le réel.

## Œuvres

### Filmographie
- 2017 : Coup d'état d'esprit périphérique Centre Pompidou 1983, 10 min 15 s[40].
- 1984 : Chronique funéraire, 30 min couleur. Thèse: La Sculpture environnementale : point de vue historique, articulation conceptuelle et illustration par Denys Tremblay, thèse en art et archéologie sous la direction de Frank Popper[41].

### Expositions

#### Solo
- 2025 : Les habits de l'Illustre Inconnu, Langage Plus, Alma[42]
- 2019 : BANG! SOURIEZ, Le retour du roi, centre d'art actuel Bang, Saguenay[43]
- 2010 :
  - A.A.A. l’art après l’apocalypse : Denys Tremblay à la périphérie des temps, Galerie Séquence, Saguenay[44]
  - Alias : de L’Illustre Inconnu au Roi de L’Anse, Musée de la Pulperie, Saguenay[45]
- 1997-2000 : Toute l’aventure royale, exposition permanente, Musée Royal de l’Anse-Saint-Jean[46]
- 1994 : Saint-Jean-du-Millénaire-les quatre-temps, Galerie Séquence, Chicoutimi
- 1987 : L'Unité volumétrique, Galerie Optica, Montréal[47]
- 1984 : Preuves reliques, Documents du Service de la Preuve Ultime, Musée du Saguenay-Lac-Saint-Jean / Langage Plus, Alma / Galerie Lara Vinci, Paris[48]
- 1983 : La Crypte funéraire contenant les restes mortels de Sa Majesté l'Histoire de l'Art Métropolitaine, Galerie Diagonale, Paris
- 1982 : L'ère du Toc, Société des Arts de Chicoutimi
- 1978 : Denys Tremblay, sculptures, Galerie de l'Anse aux Braques, Québec[49]
- 1975 : Obsession Beach, Université du Québec à Chicoutimi, Chicoutimi[50]
- 1973 : Le Saloon funéraire, Cégep de Jonquière, Jonquière
- 1972 : Le Saloon funéraire, Pavillon Pollack, Université Laval, Québec[51]

#### Collectif
- 2021 : Lettres de misarchie : Chicoutimi-Charleroi, Musée BPS 22, Charleroi, Belgique[52]
- 2017 :
  - Les bijoux de la couronne, Musée d’art contemporain de Baie-Saint-Paul
  - Une autre histoire de l’art, 35e Symposium international de Baie-Saint-Paul[53]
- 2011 : 175 Nord : Rencontres culturelles - Saguenay-Lac-Saint-Jean - Montréal, Maison de la Culture Maisonneuve, Montréal[54]
- 2006 : Une histoire de la reliure d’art au Québec, BaNQ, Montréal[55]
- 2001 :
  - Eventus Pataphisicus, Galerie L'Œuvre de l'autre, Chicoutimi
  - L’ailleurs est ici, Galerie l’Œuvre de l’autre, Chicoutimi
- 1999 : Déclics arts et société, le Québec des années 60 et 70, Musée de la Civilisation, Québec[56]
- 1998 : Exposition Le geste et les mots, Musée régional de Rimouski
- 1991 : Multa Paucis, Galerie L'Œuvre de l'autre, Chicoutimi
- 1990 : Passages, Galerie d'art de l'Université de Moncton, Nouveau-Brunswick / Centre universitaire St-Louis-de-Maillet, Galerie Colline, Edmundston, Nouveau-Brunswick / Centre d'exposition de Gatineau, Québec / Musée du Saguenay-Lac-Saint-Jean
- 1986 :100 ans de sculpture au Saguenay-Lac-Saint-jean, Musée du Saguenay-Lac-Saint-Jean, Chicoutimi
- 1982 : La Boîte, Galerie Aquatinte, Montréal / Centre National d’exposition de Jonquière
- 1980 : 10 ans de sculpture au Québec, Symposium International de sculpture environnementale, Chicoutimi[57]
- 1979 : Biennale II du Québec, Centre Saidye Bronfman, Montréal[58]
- 1979 : Tendances actuelles en sculpture, Musée d'art contemporain de Montréal, Montréal[59]

## Pseudonymes

### Tartuf
Ses premières œuvres sont picturales et traitent déjà de la condition humaine. Il fait sa première exposition solo à l’âge de 18 ans et signe ses tableaux presque monochromes du nom de Tartuf par ironie. 

### L'Illustre inconnu
L'Illustre inconnu est en fait l’alter ego de l’artiste. Il représente et expérimente à travers lui ses idéaux périphériques. L'« Impersonnage» est dans l’espace neutre de l’épaisseur du miroir, exactement entre la représentation et le représenté. Il est «plus vrai que vrai» ou « apparemment imaginaire ».
En 2023, Le personnage de L'Illustre Inconnu se perpétue et se transfigure en la personne de Catherine Gagnon, une artiste du Saguenay, qui s'intéresse aussi à la fusion entre l'art et la vie dans son projet de maîtrise en art à l'Université du Québec à Chicoutimi. Cette transformation s'effectue lors de son Mariage Céladon, une performance où l'artiste se marie avec L'Illustre Inconnu et devient ensuite L'Illustre Inconnue.

### DenysIerde L’Anse
Denys Ier de L’Anse est la fusion entre le personnage L'Illustre Inconnu et son auteur Denys Tremblay. C'est pourtant L'Illustre Inconnu qui a été proclamé par référendum Roi municipal mais sa notoriété immédiate l'a fait disparaître et l'a transmuté en Denys Ier, qui est un roi bien réel mais conçu de l’imaginaire.
Le 24 juin 1997, jour de la Saint-Jean, Denys Tremblay fait couronner son personnage de L'Illustre inconnu comme roi du Royaume de L'Anse Saint-Jean, devant 1 500 personnes. Il abdique lui-même lors d’une cérémonie le 14 janvier 2000.